# Marcus Feldman
Marcus William Feldman (Perth, 14 de noviembre de 1942) es el profesor de la cátedra Burnet C. y Mildred Finley Wohlford de Ciencias Biológicas y director del Instituto Morrison de Estudios sobre la Población y los Recursos de la Universidad de Stanford. Australiano, matemático de formación, convertido teórico de la biología, conocido por su teoría evolutiva y sus estudios computacionales en biología evolutiva.

## Formación
Marcus Feldman nació y creció en Perth, Australia. Su padre, Simon Feldman, era ingeniero, y esto lo inspiró a estudiar matemáticas. Estudió en la Universidad de Australia Occidental, donde se matriculó en 1959 y se graduó (con especialización en matemáticas y estadística) en 1964. En 1966 obtuvo la Maestría en Ciencias, en Matemáticas de la Universidad de Monash. Se fue al extranjero a los Estados Unidos para unirse a un programa de doctorado en la Universidad de Stanford. Obtuvo su título en 1969 bajo la supervisión de Samuel Karlin en el Departamento de Matemáticas. Karlin lo influenció para que prosiguiera su investigación en genética de poblaciones utilizando sus conocimientos computacionales.

## Carrera profesional
Después de un breve trabajo en Stanford como asistente de investigación para Karlin, y como profesor asistente en funciones en el Departamento de Biología, Feldman regresó a Australia para unirse a la Universidad La Trobe como profesor de matemáticas. En 1971, fue nombrado profesor asistente en el Departamento de Ciencias Biológicas de Stanford y regresó a Estados Unidos. Con L.L. Cavalli-Sforza en 1973, originó la teoría cuantitativa de la evolución cultural, iniciando un programa de investigación en transmisión cultural y coevolución gen-cultura. Su propia investigación sobre la evolución molecular humana, como en China, lo llevó a un reconocimiento internacional. Es autor de más de 500 artículos científicos y varios libros sobre evolución, ecología y biología matemática.
Además, es el editor fundador de la revista Teorías de Biología de la Población (1971-2013) y editor asociado de Genética, Genética Humana, Anales de Genética Humana, Anales de Biología Humana y Complejidad. Fue editor de The American Naturalist de 1984 a 1990. Fue miembro de la Junta de Fideicomisarios del Instituto Santa Fe de 1984 a 2006.

## Premios y honores
- Guggenheim Fellowship in 1976-1977
- Fellow of the Center for Advanced Study in the Behavioral Sciences, Stanford in 1983-84
- Elected Fellow of the American Association for the Advancement of Science in 1986
- Elected member of the American Society of Human Genetics
- Fellow of the American Academy of Arts & Sciences in 1987
- Fellow  of the California Academy of Sciences in 1996
- China Population Association Award in 1998
- Honorary doctorate of philosophy from the Hebrew University of Jerusalem
- Honorary doctorate of philosophy from the Tel Aviv University
- Honorary professor at Beijing Normal University in 2002-2007
- Honorary professor at Xi’an Jiaotong University in 2005
- Paper of the Year 2003 award for biomedical science from The Lancet in 2003
- Dan David Prize in 2011[5]
- Elected member of the American Philosophical Society in 2011
- Elected member of the US National Academy of Sciences in 2013